# Édouard Sauvertin
Édouard Sauvertin, né le 21 septembre 1897 à Alissas (Ardèche) et mort le 11 avril 1969 à Chomérac (Ardèche), est un homme politique français. Il fut sénateur de l'Ardèche de 1946 à 1948.

## Détail des fonctions et des mandats
Mandat parlementaire
- 8 décembre 1946 - 7 novembre 1948 : Sénateur de l'Ardèche